# Alice Wilson (actrice)
Pour la géologue canadienne, voir Alice Wilson (géologue).
Alice Wilson est une actrice américaine née à Offalan, Missouri, le 14 juin 1887, et morte à Los Angeles, Californie, le 12 mai 1944. 
Elle est parfois créditée Alice Rae, Alice Ray ou Alice Browning. Elle fut la seconde épouse du réalisateur Tod Browning. 

## Filmographie complète
- 1916 : Le Mystérieux Caissier (The Children in the House) de Chester M. Franklin et Sidney Franklin : Alice
- 1917 : Should She Obey? de George Siegmann : Marie Gibson
- 1917 : A Love Sublime de Tod Browning et Wilfred Lucas : la sculptrice
- 1918 : Pour les beaux yeux de Mary (The Eyes of Julia Deep) de Lloyd Ingraham : Lottie Driscoll
- 1918 : The Face in the Dark de Hobart Henley : Mrs. Hammond
- 1918 : Violence (The Brazen Beauty) de Tod Browning : Kate Dewey
- 1919 : La Belle Russe de Charles Brabin : Lady Sackton
- 1920 : La Légende du saule (The Willow Tree) de Henry Otto : Mary Fuller
- 1920 : Quand les femmes sont jalouses (What's Your Husband Doing?) de Lloyd Ingraham : Sylvia Pennywise
- 1920 : La Petite Merveille (The Little Wanderer) de Howard M. Mitchell : Kit
- 1920 : Passion's Playground de J.A. Barry : Dodo Wardropp
- 1920 : The Dream Cheater de Ernest C. Warde : Mimi Gascoigne
- 1921 : Making the Grade de Fred J. Butler : Mrs. Garnie Crest
- 1921 : Payment Guaranteed de George L. Cox : Gertie
- 1921 : On the High Card de Robin H. Townley : Polly Updike
- 1924 : Silk Stocking Sal de Tod Browning : Annie